# Nicarágua nos Jogos Olímpicos de Verão de 2000
A Nicarágua participou dos Jogos Olímpicos de Verão de 2000 em Sydney, Austrália.